# أليخاندرو أوسوريو
أليخاندرو أوسوريو (بالإسبانية: Alejandro Osorio)‏ (24 سبتمبر 1976 برانكاغوا في تشيلي - ) هو لاعب كرة قدم تشيلي في مركز الوسط. شارك مع منتخب تشيلي لكرة القدم. أما مع النوادي، فقد لعب مع إستوديانتيس دي لا بلاتا ونادي أونيفرسيداد كاتوليكا ونادي أوهيجينس ونادي بيرا مار وديبورتيس أنتوفاغاستا ونادي كونسيبسيون ‏ وديبورتيفو نوبلينس ‏ ونادي كوبريلوا.

## وصلات خارجية
- أليخاندرو أوسوريو على موقع قاعدة بيانات كرة القدم.إي يو (الإنجليزية)
- أليخاندرو أوسوريو على موقع ناشيونال فوتبول تيمز (الإنجليزية)
- أليخاندرو أوسوريو على موقع Soccerway.com (الإنجليزية)
- أليخاندرو أوسوريو على موقع عالم كرة القدم.نت (الإنجليزية)